# Rosina, Slovacia
Rosina este o comună slovacă, aflată în districtul Žilina din regiunea Žilina, pe malul râului Rosinka⁠(d). Localitatea se află la altitudinea de 401 m deasupra n.m., se întinde pe o suprafață de 7,32 km2 și în 2017 număra 3.211 locuitori.

## Istoric
Localitatea Rosina este atestată documentar din 1341.

## Demografie
| An:                | 1994 | 2004   | 2014   | 2024   |
| ------------------ | ---- | ------ | ------ | ------ |
| Număr de persoane: | 2617 | 2854   | 3116   | 3374   |
| Diferență:         |      | +9,05% | +9,18% | +8,27% |

| An:                | 2023 | 2024   |
| ------------------ | ---- | ------ |
| Număr de persoane: | 3382 | 3374   |
| Diferență:         |      | −0,23% |